# Дозиер, Джеймс Ли
Джеймс Ли Дозиер (р. 10 апреля 1931, Форт-Майерс, Флорида, США) — американский военный деятель, генерал-майор. Получил известность тем, что стал объектом похищения итальянской террористической группировкой «Красные бригады», став единственным американским генералом — жертвой террористического похищения.

## Биография
Джеймс Ли Дозиер родился 10 апреля 1931 года. К 1981 году он имел звание бригадного генерала армии США, и служил в должности заместителя начальника Южно-европейского штаба наземных войск НАТО в Вероне.
17 декабря 1981 года, приблизительно в 18 часов, бригадный генерал Дозиер в собственной квартире был похищен четырьмя членами «Красных бригад», представившихся водопроводчиками. Как впоследствии выяснилось, похищение Дозиера поддерживалось дополнительными силами террористов. Жена Дозиера не была похищена, а была оставлена связанной в квартире.
Американское правительство не рискнуло самолично организовать операцию по спасению Дозиера, обратившись за помощью к итальянскому. Кампания по розыску Дозиера приняла масштаб, сопоставимый с поисками похищенного «Красными бригадами» бывшего премьер-министра Италии Альдо Моро за три года до этого. Через три недели появилось известие от «Красных бригад» — анонимный звонок в полицию дал сведения о записке от похитителей, лежавшей в урне на одной из улиц. В этой записке «Красные бригады» признали свою ответственность за похищение, хотя это и до этого было известно. Записка была выполнена в форме фотографии, на которой был запечатлён Дозиер на фоне знака «Красных бригад», держащий текст записки в руках. «Красные бригады» не выдвинули никаких требований, сообщив, что Дозиер — «свинья-янки, представляющий американских оккупантов», и что он «содержится в тюрьме». Власти Италии и США отказались вести переговоры, а штаб-квартира НАТО заявила, что «Красные бригады» «совершают большую ошибку, не отпуская Дозиера», указав на то, что Дозиер не имел доступа к совершенно секретным планам обороны, так как он был экспертом по логистике. С просьбой об освобождении Дозиера к террористам обращались его жена и дочь, но успеха это не имело.
Джеймса Дозиера удерживали на квартире в Падуе в течение 42 дней, в палатке, разбитой прямо в комнате. 28 января 1982 года итальянский отряд специального назначения NOCS штурмом взял квартиру, обезвредив четверых террористов. В квартире были обнаружены склад оружия (автоматы, пластиковая взрывчатка, ручные гранаты) и дела на известных граждан Италии, которые должны были стать объектами новых похищений. Президент США Рональд Рейган поздравил Дозиера с освобождением, сказав, что «за этот счастливый исход молилась вся Америка».
Во время допроса захваченных террористов выяснилось, что двое из них ранее принимали непосредственное участие в похищении Альдо Моро.
Согласно некоторым источникам, помощь итальянским спецслужбам оказывал генерал-майор Армии США Альберт Стабблбайн, который был одним из руководителей проекта «Звёздные врата», занимавшегося исследованиями паранормальных явлений. Сотрудники команды Стабблбайна якобы обнаружили и описали квартиру в Падуе, где укрывали генерала: вычислить её удалось благодаря показаниям электросчётчиков, по которым можно было сделать вывод о количестве находящихся в той или иной квартире лиц. Пентагон позже подтвердил, что привлекал «экстрасенсов» к операции, однако положительного эффекта это не произвело.
После освобождения Дозиер продолжил службу в американской армии и, дослужившись до генерал-майора, вышел в отставку.